# Лекальна цегла

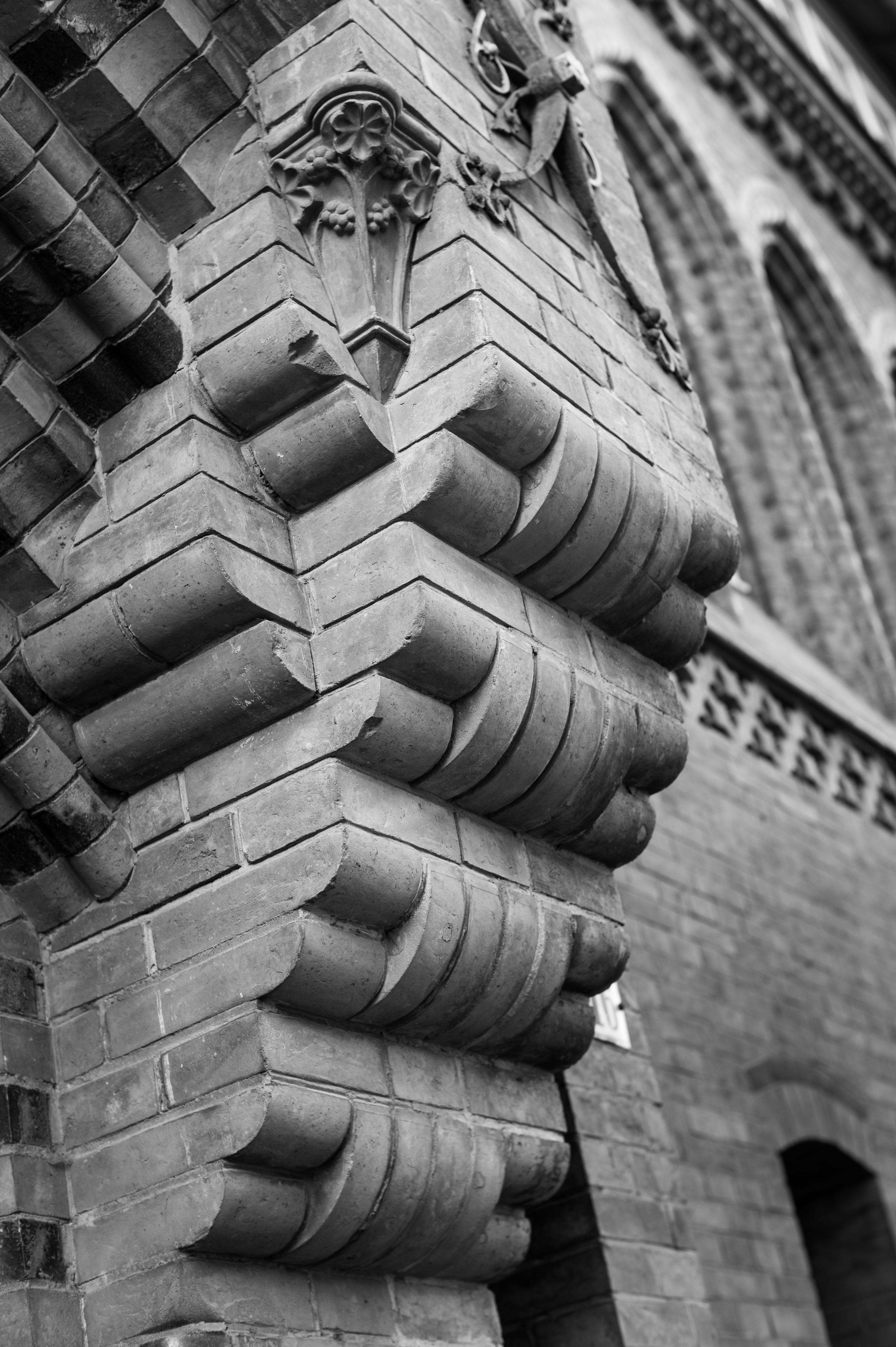
Кладка з лекальної цегли (зразок роботи Ганноверської архітектурної школи)

Ле́кальна це́гла — будівельна цегла, штучний камінь, який виготовляється клиноподібної, дугоподібної чи ускладненої форми з криволінійними ділянками зовнішнього контуру, наприклад у вигляді вирізки кільцевого тіла.
Лекальну цеглу випускають довжиною 80-225 мм з радіусом кривизни 850–1500 мм. За показниками міцності лекальну цеглу поділяють на три марки: М125, М100 та М50; водопоглинання її не менше 8%, морозостійкість не нижче −26.1 °C.

## Використання
Лекальна цегла використовується для декорування карнизів, кутів, арок; лекальна (фасонна) — лише для декорування фасадів будинків; а лекальна (керамічна) цегла використовується для кладки промислових димарів та футерівки труб у випадках нагрівання цегли димовими газами не більш ніж до 700°С.